# Arquidiócesis de Saint Paul y Mineápolis
La arquidiócesis de Saint Paul y Mineápolis (en latín: Archidioecesis Paulopolitana et Minneapolitana y en inglés: Roman Catholic Archdiocese of Saint Paul and Minneapolis) es una circunscripción eclesiástica de la Iglesia católica en Estados Unidos. Se trata de una arquidiócesis latina, sede metropolitana de la provincia eclesiástica de Saint Paul y Mineápolis. Desde el 24 de marzo de 2016 su arzobispo es Bernard Anthony Hebda.

## Territorio y organización

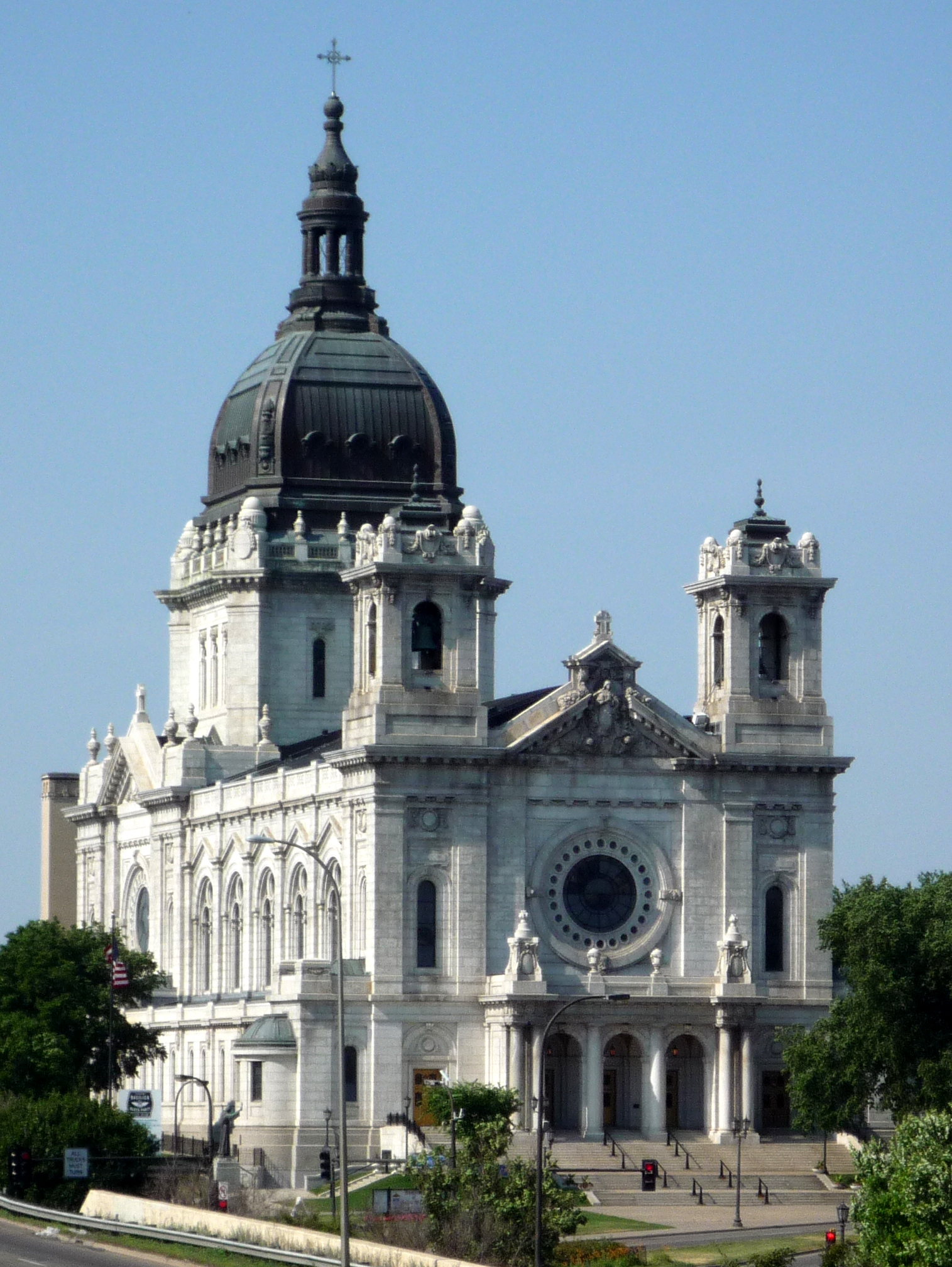
Concatedral basílica de Santa María, en Mineápolis

La arquidiócesis tiene 14 488 km² y extiende su jurisdicción sobre los fieles católicos de rito latino residentes en 12 condados del estado de Minnesota: Anoka, Carver, Chisago, Dakota, Goodhue, Hennepin, Le Sueur, Ramsey, Rice, Scott, Washington y Wright.
La sede de la arquidiócesis se encuentra en la ciudad de Saint Paul, en donde se halla la Catedral de San Pablo. En Mineápolis se encuentra la Concatedral basílica de Santa María, que es la primera basílica menor que instituida en Estados Unidos, elevada a ese título por el papa Pío XI en 1926.
La arquidiócesis tiene como sufragáneas a las diócesis de: Bismarck, Crookston, Duluth, Fargo, New Ulm, Rapid City, Saint Cloud, Sioux Falls y Winona-Rochester.
En 2020 en la arquidiócesis existían 186 parroquias agrupadas en 3 vicariatos y 15 decanatos.

## Historia
La diócesis de Saint Paul fue erigida el 19 de julio de 1850 con el breve Ex debito apostolici del papa Pío IX, obteniendo el territorio de las diócesis de Dubuque y Milwaukee (hoy ambas arquidiócesis).
Originalmente sufragánea de la arquidiócesis de San Luis, ingresó a la provincia eclesiástica de Milwaukee el 12 de febrero de 1875. El mismo día, cedió una parte de su territorio para la erección del vicariato apostólico de Minnesota Septentrional (hoy diócesis de Saint Cloud) mediante con el breve Venerabiles fratres del papa Pío IX.
El 12 de agosto de 1879 cedió otra porción de su territorio para la erección del vicariato apostólico de Dakota (hoy diócesis de Sioux Falls).
El 4 de mayo de 1888 fue elevada al rango de arquidiócesis metropolitana en virtud del breve Quae rei sacrae del papa León XIII.
El 26 de noviembre de 1889 cedió una porción de su territorio para la erección de la diócesis de Winona (hoy diócesis de Winona-Rochester) mediante el breve Ex debito pastoralis del papa León XIII.
El 18 de noviembre de 1957 cedió otra porción de su territorio para la erección de la diócesis de New Ulm mediante la bula Qui Christi voluntate del papa Pío XII.
El 3 de octubre de 1962, con la carta apostólica Doctoris gentium, el papa Juan XXIII proclamó a Pablo Apóstol como patrono principal de la arquidiócesis, y a Juan María Vianney como patrono secundario.
El 11 de julio de 1966, como consecuencia del decreto In archidioeceseos de la Sagrada Congregación Consistorial, tomó su nombre actual tras la erección de la basílica de Santa María de Mineápolis como concatedral.
En 2018 llegó a un acuerdo con 450 víctimas de abuso sexual por miembros del clero, por un total de $210 000 000; el acuerdo se produce después de casi trece años de demandas, luego de un procedimiento de quiebra presentado por la arquidiócesis en 2015. El clero arquidiocesano que ha abusado de los feligreses a lo largo de los años sin que la arquidiócesis interviniera de manera efectiva son 91.

## Estadísticas
Según el Anuario Pontificio 2021 la arquidiócesis tenía a fines de 2020 un total de 899 160 fieles bautizados.
| Año                                                                             | Población            | Población | Población      | Sacerdotes | Sacerdotes    | Sacerdotes    | Bautizados por sacerdote | Diáconos permanentes | Religiosos | Religiosos | Parroquias |
| Año                                                                             | Bautizados católicos | Total     | % de católicos | Total      | Clero secular | Clero regular | Bautizados por sacerdote | Diáconos permanentes | Varones    | Mujeres    | Parroquias |
| ------------------------------------------------------------------------------- | -------------------- | --------- | -------------- | ---------- | ------------- | ------------- | ------------------------ | -------------------- | ---------- | ---------- | ---------- |
| 1950                                                                            | 335 880              | 1 406 365 | 23.9           | 557        | 475           | 82            | 603                      |                      | 131        | 1976       | 309        |
| 1966                                                                            | 508 429              | 1 660 580 | 30.6           | 639        | 461           | 178           | 795                      |                      | 466        | 2347       | 224        |
| 1968                                                                            | 525 427              | 1 660 580 | 31.6           | 565        | 419           | 146           | 929                      |                      | 399        | 1951       | 203        |
| 1976                                                                            | 517 813              | 2 017 225 | 25.7           | 556        | 389           | 167           | 931                      |                      | 265        | 1103       | 214        |
| 1980                                                                            | 554 662              | 2 073 000 | 26.8           | 564        | 377           | 187           | 983                      | 41                   | 274        | 1642       | 217        |
| 1990                                                                            | 642 383              | 2 450 459 | 26.2           | 528        | 379           | 149           | 1216                     | 123                  | 224        | 1434       | 224        |
| 1999                                                                            | 752 325              | 2 757 989 | 27.3           | 500        | 345           | 155           | 1504                     | 174                  | 53         | 1090       | 222        |
| 2000                                                                            | 759 662              | 2 792 064 | 27.2           | 528        | 370           | 158           | 1438                     | 171                  | 208        | 1094       | 222        |
| 2001                                                                            | 769 135              | 2 831 931 | 27.2           | 546        | 386           | 160           | 1408                     | 173                  | 212        | 1090       | 222        |
| 2002                                                                            | 785 584              | 2 899 361 | 27.1           | 519        | 349           | 170           | 1513                     | 190                  | 215        | 968        | 222        |
| 2003                                                                            | 786 149              | 2 940 382 | 26.7           | 546        | 374           | 172           | 1439                     | 207                  | 219        | 936        | 221        |
| 2004                                                                            | 730 989              | 2 949 643 | 24.8           | 475        | 347           | 128           | 1538                     | 195                  | 193        | 991        | 220        |
| 2010                                                                            | 825 000              | 3 177 207 | 26.0           | 421        | 328           | 93            | 1959                     | 193                  | 139        | 712        | 216        |
| 2012                                                                            | 839 000              | 3 231 000 | 26.0           | 444        | 360           | 84            | 1889                     | 214                  | 142        | 635        | 200        |
| 2014                                                                            | 851 000              | 3 238 832 | 26.3           | 394        | 321           | 73            | 2159                     | 182                  | 141        | 580        | 188        |
| 2016                                                                            | 863 047              | 3 308 692 | 26.1           | 442        | 365           | 77            | 1952                     | 181                  | 146        | 547        | 187        |
| 2017                                                                            | 870 490              | 3 337 219 | 26.1           | 462        | 372           | 90            | 1884                     | 197                  | 165        | 550        | 187        |
| 2020                                                                            | 899 160              | 3 447 139 | 26.1           | 423        | 346           | 77            | 2125                     | 192                  | 150        | 433        | 186        |
| Fuente: Catholic-Hierarchy, que a su vez toma los datos del Anuario Pontificio. |                      |           |                |            |               |               |                          |                      |            |            |            |

## Episcopologio
- Joseph Crétin † (23 de julio de 1850-22 de febrero de 1857 falleció)
  - Jean-Antoine-Marie Pelamourgues † (23 de febrero de 1858-mayo de 1858 renunció) (obispo electo)
- Thomas Langdon Grace, O.P. † (21 de enero de 1859-31 de julio de 1884 renunció[nota 3])
- John Ireland † (31 de julio de 1884 por sucesión-25 de septiembre de 1918 falleció)
- Austin Dowling † (31 de enero de 1919-29 de noviembre de 1930 falleció)
- John Gregory Murray † (29 de octubre de 1931-11 de octubre de 1956 falleció)
- William Otterwell Brady † (11 de octubre de 1956 por sucesión-1 de octubre de 1961 falleció)
- Leo Binz † (16 de diciembre de 1961-28 de mayo de 1975 retirado)
- John Robert Roach † (28 de mayo de 1975-8 de septiembre de 1995 retirado)
- Harry Joseph Flynn † (8 de septiembre de 1995 por sucesión-2 de mayo de 2008 retirado)
- John Clayton Nienstedt (2 de mayo de 2008 por sucesión-15 de junio de 2015 renunció)
- Bernard Anthony Hebda, desde el 24 de marzo de 2016[nota 4]